# Kantaborifa
Kantaborifa est un quartier de l'arrondissement de Natitingou III dans commune de Natitingou du département de l'Atacora situé au nord-ouest du Bénin,,,,,,.
Selon un rapport de février 2016 de l'Institut National de la Statistique et de l'Analyse Économique (INSAE) du Bénin intitulé Effectifs de la population des villages et quartiers de ville du Bénin (RGPH-4, 2013), le quartier Kantaborifa comptait 6191 habitants en 2013.